# 샤론 호건
샤론 호건(Sharon Horgan, 1970년 7월 13일 ~ )은 아일랜드의 배우이다.

## 출연 작품
- 에브리바디스 토킹 어바웃 제이미 (2021)
- 허셀프 (2020)
- 데이팅 앰버 (2020)
- 밀리터리 와이브스 (2019)
- 게임 나이트 (2018)
- 카타스트로피 시즌1 (2015)
- 런던시계탑 밑에서 사랑을 찾을 확률 (2015)
- 런 앤드 점프 (2013)
- 더 바로워즈 (2011)
- 데스 오브 어 슈퍼히어로 (2011)
- 프로큰 마크바디그 앤 카리아렌 (2010)
- 이매진 미 앤 유 (2005)
- 발리언트 (2005)